# Christian Benda
Christian Benda (* in Brasilien) ist ein Schweizer Dirigent und Cellist.

## Ausbildung
Er entstammt der seit dem 19. Jahrhundert aktiven Musikerfamilie Benda. So erhielt er bereits in frühester Kindheit eine musikalische Ausbildung von seinem Vater, dem Pianisten und Komponisten Sebastian Benda, mit dem er später verschiedene Werke für Cello und Klavier z. B. von Martinů aufnahm. Als Cellist war er unter anderem auch Schüler von Pierre Fournier.

## Konzerttätigkeit als Dirigent und Cellist
Christian Benda gastierte unter anderem in Paris, Wien, London, Rom, New York, Hong Kong, Mailand, Budapest, Prag, Warschau, Singapur, Bukarest, Florenz, Zürich, Shanghai, Sao Paulo. Er ist erster Gastdirigent des Philharmonischen Turin und wird regelmäßig weltweit von zahlreichen Orchestern eingeladen. Seit über zehn Jahren hat er zusammen mit dem Prager Kammerorchester zahlreiche CDs veröffentlicht und ist inzwischen Chefdirigent und künstlerischer Leiter des Prague Sinfonia Orchestra of the Velvet Revolution, meist einfach Prague Sinfonia genannt. Er wurde vom Tschechischen Fernsehen eingeladen die Konzerte zu Ehren von Präsident Václav Havel mit Renée Fleming und diesem Orchester zu leiten.
Christian Benda trat bei internationalen Festivals auf und konzertierte unter anderem mit Solisten wie Lazar Berman, Paul Badura-Skoda, Michel Béroff, Till Fellner, Francois-René Duchâble, Mikhail Rudy, Josef Suk, Vladimir Spivakov, Pierre Amoyal, Uto Ughi, Jean-Jacques Kantorow, Bruno Giuranna, Paul Tortelier,  Boris Pergamenschikow, Philippe Entremont, Jean-Philippe Collard, Cristina Ortiz, Marc Coppet. Benda dirigiert mit Gesangssolisten wie Barbara Hendricks, Cheryl Studer und Simon Estes.
Er tritt regelmäßig als Cellist auf mit Bachs Solo-Suiten, Haydns und Dvořáks Cellokonzerten, Tschaikowskys Rokoko-Variationen, Schumanns und Stamitz’ Cellokonzerten. Er veröffentlichte als Cellist Aufnahmen mit Vladimir Spivakov, Josef Suk, Norbert Brainin, Paul Badura-Skoda wie z. B. Brahms’ Doppelkonzert und Beethovens Tripelkonzert oder Mozarts Sinfonia Concertante.

## Aufführungen als Komponist
Als Komponist schuf Christian Benda das Konzept der Mikro-Oper. Seine Kompositionen wurden im Wiener Konzerthaus und im Prager Smetana-Saal uraufgeführt mit den Prager Symphonikern, gefilmt vom Tschechischen Fernsehen. Er führte eigene Kompositionen aber auch Melodramen seiner Vorfahren mit Schauspielern und Regisseuren der Bühne des Wiener Schauspielhauses, Volkstheaters, Burgtheaters und der Comédie Francaise in Paris wie: Maddalena Crippa, Andrea Jonasson, Hertha Schell, Peter Uray, Brigitte Quadlbauer, Mercedes Echerer, Erika Pluhar, Jean-Luc Bideau, und Francois Rochaix.

## Aufnahmen von Christian Benda
Neben der Gesamtaufnahme von Schuberts sinfonischen Ouvertüren mit dem Prager Sinfonie Orchester, hat Christian Benda sinfonische Werke von Alfredo Casella und Malipiero, das Gesamtwerk für Klavier und Orchester von Frank Martin mit Paul Badura-Skoda, Haydns Violinkonzerte mit Jean-Jacques Kantorow, J.S. Bachs Musikalisches Opfer, die Hamburger Sinfonien von Carl Phillip Emmanuel Bach, François Philidor Ouvertüren sowie Werke von den Mitgliedern der böhmischen Musikerfamilie Benda aus dem 18. Jahrhundert wie Jiri Antonin Bendas Symphonien und Melodramen sowie Violinkonzerte und Violakonzerte von Frantisek und Jan Jiri Benda mit Josef Suk und Ariane Pfister-Benda als Solist aufgenommen. 2019 erschienen zwei CDs mit Werken von Mozart und Salieri bei Sony Classical.